# Carlsberg Suède
Pour les articles homonymes, voir Carlsberg (homonymie).
Carlsberg Suède (suédois : Carlsberg Sverige) est la filiale suédoise du brasseur danois Carlsberg.

## Historique
En 1996, Carlsberg prend le contrôle du brasseur suédois Falcon, avant de fusionner en 2000 (l'Union européenne donne son feu vert en février 2001) avec le norvégien Pripps-Ringnes, résultat de la fusion du brasseur suédois Pripps et du brasseur norvégien Ringnes. En Suède, les activités de Falcon et Pripps sont réunies, et la nouvelle entité prend le nom de Carlsberg Suède.
Afin de satisfaire aux exigences des autorités concernant l'abus de position dominante, un certain nombre de marques telles que Three Towns, Arboga, Humlan et Svea Viking sont revendues à Galatea Spirits sous le nom de Three Towns Independent Breweries. Malgré cela, Carlsberg Suède devient immédiatement le principal acteur du marché des spiritueux en Suède.

## Carlsberg Suède aujourd'hui
Carlsberg Suède possède deux sites de production : les anciennes brasseries Falcon à Falkenberg et la source Ramlösa à Helsingborg. Son siège social se situe à Bromma dans la proche banlieue de Stockholm.
Parmi les marques du groupe figurent notamment les bières Carlsberg, Tuborg, Pripps Blå, Falcon et Blågul, le cidre Nik's, les mélanges Cube et Xide(r), le soda Apotekarnes ou encore la boisson énergétique Battery. Les eaux minérales incluent Ramlösa et Imsdal. Carlsberg Suède détient aussi les droits de fabrication et de distribution des boissons Pepsi-Cola en Suède.
En 2012, les différentes marques du groupe représentent 27,0 % des ventes de bière et 24,6 % des ventes de cidre du Systembolaget. Sur ces deux segments, Carlsberg Suède est en tête des ventes.
En 2011, Carlsberg Suède comptait environ 1 000 employés et a généré un chiffre d'affaires de 3,2 milliards de couronnes.